# Junjo (álbum de Esperanza Spalding)
Junjo fue el primer álbum de estudio de jazz de la bajista y cantante Esperanza Spalding. Se lanzó el 18 de abril del 2006 y fue publicado por Ayva Music.

## Lista de canciones
1. «The Peacocks» - 7:56
2. «Loro» - 5:06
3. «Humpty Dumpty» - 5:51
4. «Mompouana» - 7:51
5. «Perazuán» - 3:38
6. «Junjo» - 5:13
7. «Cantora de Yala» - 4:55
8. «Two Bad» - 6:59
9. «Perazela» - 1:32

## Personal
- Esperanza Spalding - bajo, voz
- Aruan Ortiz - piano
- Francisco Mela - batería